# История нравственного богословия
История нравственного богословия в авраамических религиях берёт свои корни в раннем иудаизме. Личность Моисея, с которым связаны изложенные в Библии Десять заповедей и Закон Моисея, для многих светских исследователей является легендарной, но именно с ним связывают изложение моральных норм иудаизма, принятых с некоторыми модификациями и христианством и исламом. В христианстве нравственные нормы нашли своё отражение в учении Нового Завета. Нравственное учение христианства было темой многих произведений Отцов Церкви. Со времени Реформации дискуссионным в западном христианстве был вопрос соотношения веры и дел, роли Закона и благодати в спасении и христианской жизни. Для современной истории христианства дискуссионными являются вопросы сексуальной нравственности и реакции на изменения моральных норм в современном обществе.

## Нравственные нормы Ветхого Завета
Нравственные нормы в этике иудаизма и христианства отражены в первых книгах Библии, известных как Пятикнижие Моисея или Тора. По преданию, автором их был Моисей. Они содержат заповеди, которые известны как Закон Моисея (это же выражение применяется и к самим книгам Пятикнижия) и Десять заповедей, которые являются частью Закона Моисея, но в отличие от других заповедей были, согласно Библии, лично написаны Богом на каменных скрижалях. В христианстве Десять заповедей рассматриваются как краткое изложение нравственного (морального) закона.

## От ветхозаветнего к раввинистическому иудаизму
На момент зарождения христианства в иудаизме начала первого века н. э. существовало несколько направлений — фарисеи, саддукеи, ессеи. Для учения саддукеев было характерна большая склонность к заимствованию культурных ценностей соседних народов и в том числе, и подверженность влиянию греческой философии и греческой религии, хотя они и были сторонникам соблюдения заповедей исключительно Торы, без принятия религиозных традиций более позднего происхождения. Фарисеи, наоборот, отличались консерватизмом и акцентом на традиционных религиозных традициях, апеллирующих как к Торе так и к Пророкам (саддукеи не считая для себя обязательными книги пророков), так и к устной традиции (так называемой Устной Торе, устным законам). Сильное влияние эллинизма было причиной установления духовными руководителями народа дополнений к закону, в виде целой системы охранительных запретов, соответственно новым обстоятельствам жизни. Сторонниками этих религиозных традиции и были фарисеи. Постепенно эти традиции привели к формированию раввинистического иудаизма, где основная роль в религиозной жизни принадлежала раввинам а устные законы приобрели авторитет, равный законам Торы.

## Нравственное учение Иисуса
В условиях сильного влияния учения фарисеев и скептически относящихся к авторитету пророков саддукеев было изложено учение Иисуса. С одной стороны, Иисус отвергал авторитет устных преданий, которые принимали фарисеи, с другой — говорил о воскресении мертвых и часто ссылался на пророков, что не могли принять саддукеи.
Его отношение к Закону и к устному преданию было причиной обвинений в отвержении Закона и устных преданий. Что касается Закона, то здесь Иисус заявлял:
17 Не думайте, что Я пришел нарушить закон или пророков: не нарушить пришел Я, но исполнить.

18 Ибо истинно говорю вам: доколе не прейдет небо и земля, ни одна иота или ни одна черта не прейдет из закона, пока не исполнится все.

19 Итак, кто нарушит одну из заповедей сих малейших и научит так людей, тот малейшим наречется в Царстве Небесном; а кто сотворит и научит, тот великим наречется в Царстве Небесном.

20 Ибо, говорю вам, если праведность ваша не превзойдет праведности книжников и фарисеев, то вы не войдете в Царство Небесное.
(Матф.5:17-21)
Тем не менее, его отношение к субботе было причиной обвинений со стороны фарисеев в нарушении субботы (Матф.12:5).
Что касается устных преданий, то здесь его отношения выражалось в словах:
Он же сказал им в ответ: зачем и вы преступаете заповедь Божию ради предания вашего?

…

7 Лицемеры! хорошо пророчествовал о вас Исаия, говоря:

8 приближаются ко Мне люди сии устами своими, и чтут Меня языком, сердце же их далеко отстоит от Меня;

9 но тщетно чтут Меня, уча учениям, заповедям человеческим.
(Матф.15:3, 7-9)
Отвержение устных преданий разрушало тем самым преграды между евреями-христианами и язычниками, поскольку эти предания делало общение между иудеями и язычниками на бытовом уровне практически невозможным.
В Своей Нагорной проповеди Иисус изложил нравственные принципы христианства, которые делали акцент на внутренней святости и чистоте, а не на тщательном исполнении предписаний Библии и религиозных традиций:
Блаженны чистые сердцем, ибо они Бога узрят. (Матф.5:8)
Для учения Иисуса характерным является акцент на моральной стороне религиозного учения (приоритет над обрядовой стороне Закона). Подобный подход встречало резкую оппозицию со стороны законоучителей иудаизма, что ставило сторонников такого подхода на грань разрыва с иудаизмом.

## Отцы Церкви
Эпоха Отцов Церкви (патристический период) продолжается до VIII в. В это время как богословы в области нравственного богословия были особо известны:
- Ориген - первым сделал попытку систематизации христианского вероучения, сформулировал принципы христианской теодицеи;
- Тертуллиан - рассматривает вопросы вопросы дисциплины, христианской жизни, аскетизма;
- Климент Александрийский - стремится христианское нравоучение поставить в соотношение с платонической философией;
- Василий Великий - обосновывающий, напротив, христианскую мораль исключительно на Св. Писании;
- Иоанн Златоуст - известный проповедник, в его проповедях много отдельных мыслей и обширных рассуждений на нравоучительные темы.

Творения св. отцов, египетских и друг., разрабатывали христианскую психологию и описывали степени и виды разных душевных стремлений и состояний, способы борьбы с грехом, виды сердечных настроений под влиянием усилий человека освободиться от власти дьявола и греха и т. п. Сюда относятся творения св. Антония, Макария, Иоанна Кассиана, Арсения Великого, Нила Синайского, Иоанна Лествичника, Варсонофия, Анастасия Синаита, Исаака Сирина, Федора Студита, Филофея Синайского и др.
Из западных отцов изложением христианского нравоучения особенна известны Амвросий Медиоланский, сочинение которого «De officiis», написанное в противовес сочинению, под тем же заглавием, Цицерона, представляет уже элементы систематизации, и блаженный Августин, в сочинениях которого содержится замечательный материал для учения о нравственности.
После Августина, особенно с VI в., богословы на Западе занимались или монографическими рассуждениями о частных вопросах христианской морали, или соединением в одно целое мнений христианских богословов с мнениями языческих философов. Особенно замечательны в этом роде сборники Боэция. На Востоке за этот период появились нравоучительные творения Максима Исповедника и Иоанна Дамаскина, «священные параллели» которого представляют обширное собрание нравоучений библейских и святоотеческих, совместно с моральными сентенциями философов древности.

## Позднее средневековье
Сочинения знаменитых схоластиков Петра Ломбардского и особенно Фомы Аквинского («Summa Theologiae») являются опытами самобытного богословствования в области нравоучения. Дунс Скот вводит в эту область прямо рационалистический элемент — теорию автономизма (самозакония), вместо теории теономической.
Средневековая мистика, восточная и западная, ещё более уклонилась от норм христианского нравоучения, чем схоластический рационализм; она стремилась освободить индивидуальную жизнь личности от внешних предписаний и указать ступени богоуподобления, пантеистически проповедуя возможность непосредственного общения или слития бытия человеческого с Божественным. Лучшие сочинения этого рода — «О подражании Христу» Фомы Кемпийского и проповеди Таулера. Следующий момент в развитии христианского нравоучения составляет (в католичестве) казуистика (см.). Несколько позже христианское нравоучение является как составной элемент богословия догматического: тот или другой пункт нравоучения следовал в нём за раскрытием того или другого догмата, как «вывод» из него или нравственное приложение его.

## Эпоха Реформации
Значение самостоятельной науки Н. богословию придано не раньше как в эпоху реформации, французом-реформатом Ламбером Дано (Daneau, ум. 1596; см. Felice, «L. Daneau, sa vie et ses oeuvres», 1881), выделившим христианское нравоучение из состава богословия догматического и изложившим его — в стройной системе, в сочинении «Ethices christianae» (1577). Здесь приведены многие мнения древних философов, так как Дано думал, что не всегда между христианством и язычеством в области морали наблюдается разногласие. Много сделали для развития Н. богословия ниэтизм и янсенизм, противодействуя крайностям: первый — лютеранской ортодоксии, второй — католической морали. В XVIII в. протестантские богословы, в особенности Буддей и Мозгейм, стараются поставить Н. богословие на философскую почву. Они нашли для себя опору в «категорическом императиве» и «автономизме» Канта (богословы-кантианцы: де Ветте, Аммон, Шварц и др.). Реакцию новому направлению составило учение Шлейермахера, который в нравственной жизни каждой отдельной личности видит индивидуальный свободный творческий процесс, а не плод общего закона внутренней жизни.

## Новое время и современная история
Со времени Просвещения в христианстве начало возрастать влияние либерального богословия, которое со временем от чисто богословских тем перешло к темам морали.
В XX и XXI веках в христианстве произошли большие изменения в вопросах сексуальной морали. В либеральном христианстве отношение к внебрачным сексуальным отношениям, разводам, гомосексуализму было переосмыслено в сторону принятия норм современного секулярного европейского общества.